# Åsa Regnér
Åsa Regnér (Norrbotten, 26 de agosto de 1964) é uma política sueca, do Partido Social-Democrata.
Foi Ministra das Crianças e da Terceira Idade e Ministra da Igualdade de Género (2014-2018) no Governo Löfven, que tomou posse em 2014.